# Basketball Supercup Österreich
La Supercoppa d'Austria (in tedesco: Basketball Supercup Österreich) di pallacanestro è un trofeo nazionale austriaco organizzato annualmente dal 2002 tra il vincitore del campionato e il vincitore della Coppa d'Austria.

## Albo d'oro
- 2002  Kapfenberg Bulls
- 2003  Kapfenberg Bulls
- 2004  Swans Gmunden
- 2005  Swans Gmunden
- 2006  Swans Gmunden
- 2007  Swans Gmunden
- 2008  Swans Gmunden
- 2009  Pant. Fürstenfeld
- 2010  Swans Gmunden
- 2011  Swans Gmunden
- 2012  Klosterneuburg
- 2013  Klosterneuburg
- 2014  Kapfenberg Bulls
- 2015  BC Vienna
- 2016  WBC Wels
- 2017  Kapfenberg Bulls
- 2018  Kapfenberg Bulls
- 2019  Kapfenberg Bulls
- 2020  Kapfenberg Bulls

## Vittorie per club
| Squadra           | Vittorie | Anni                                     |
| ----------------- | -------- | ---------------------------------------- |
| Swans Gmunden     | 7        | 2004, 2005, 2006, 2007, 2008, 2010, 2011 |
| Kapfenberg Bulls  | 7        | 2002, 2003, 2014, 2017, 2018, 2019, 2020 |
| Klosterneuburg    | 2        | 2012, 2013                               |
| WBC Wels          | 1        | 2016                                     |
| BC Vienna         | 1        | 2015                                     |
| Pant. Fürstenfeld | 1        | 2009                                     |